# Gooty
Gooty är en ort i Indien.   Den ligger i distriktet Anantapur och delstaten Andhra Pradesh, i den södra delen av landet, 1 500 km söder om huvudstaden New Delhi. Gooty ligger 368 meter över havet och antalet invånare är 48 658.
Terrängen runt Gooty är platt. Runt Gooty är det ganska tätbefolkat, med 172 invånare per kvadratkilometer. Gooty är det största samhället i trakten. Trakten runt Gooty består till största delen av jordbruksmark.